# Dzięgost
Dzięgost (prononciation [ˈd͡ʑenɡɔst]) est une localité de la gmina de Dąbrowice, du powiat de Kutno, dans la voïvodie de Łódź, située dans le centre de la Pologne.
Elle se situe à environ 2 kilomètres à l'est de Dąbrowice (siège de la gmina), 21 kilomètres au nord-ouest de Kutno (siège du powiat) et 65 kilomètres au nord-ouest de Łódź (capitale de la voïvodie).

## Administration
De 1975 à 1998, la localité était attachée administrativement à l'ancienne voïvodie de Płock.

Depuis 1999, elle fait partie de la nouvelle voïvodie de Łódź.